# Hohe Tauern
Hohe Tauern (Thượng Tauern, tiếng Ý: Alti Tauri) là một vùng núi cao có chiều dài đến 120 km với dãy núi trên chuỗi các đỉnh chính của Trung Đông Alpen, bao gồm các đỉnh núi cao nhất ở phía đông đèo Brenner. Dãy núi hình thành biên giới phía nam của bang Áo Salzburg với Kärnten và Đông Tyrol, trong khi một phần nhỏ về phía tây nam thuộc về Ý, tỉnh Nam Tyrol. Vùng này có ngọn núi cao nhất của Áo, Grossglockner với 3.798 mét (12.461 ft) trên mặt biển Adria.
Ở phía đông, vùng này tiếp giáp với Niedere Tauern (Hạ Tauern).

## Vị trí và các rặng núi
Vùng núi cao Hohe Tauern thuộc các bang Áo Salzburg, Kärnten và Tyrol (Đông Tyrol). Chuỗi các đỉnh núi chính dài 150 km đánh dấu biên giới giữa Salzburg và hai bang khác; biên giới tây nam của nó là một phần của tỉnh Ý, Nam Tyrol. Ranh giới phía bắc là thung lũng của sông Salzach chia cách nó với Kitzbühel Alps, phía Nam là thung lũng sông Drau, cách biệt với dãy đá vôi nam Alpen. Ở phía Tây, ranh giới của Hohe Tauern là Krimmler Ache và Tauferer Ahrntal, đèo Birnlücke nối nó với Zillertal Alps. Ở phía đông ranh giới là Großarltal, Murwinkel và đèo Katschberg (1642 m). Thung lũng Mur và đèo Murtörl về phía đông nối nó với Hạ Tauern.
Vùng núi cao này lại được chia ra thành các rặng núi:
- Rặng Venediger (đỉnh cao nhất Großvenediger 3662 m) với các rặng Durreck, Panargenkamm và Lasörling
- Rặng Granatspitz (Grosser Muntanitz 3236 m)
- Rặng Glockner (Grossglockner 3798 m)
- Rặng Goldberg (Hocharn 3254 m)
- Rặng Ankogel (Hochalmspitze 3360 m) với các rặng Hafner và Reißeck.